# Futuresport
Pour plus de détails, voir Fiche technique et Distribution.
Futuresport est un téléfilm américain de 1998 réalisé par Ernest Dickerson.

## Synopsis
Dans un futur proche, des gens qui organisent des sports extrêmes et violents.

## Fiche technique
- Titre original et français : Futuresport
- Réalisation : Ernest Dickerson
- Scénario : Robert Hewitt Wolfe et Steve De Jarnatt
- Photographie : Jonathan Freeman
- Montage : Stephen Lovejoy
- Musique : Stewart Copeland
- Production : Wesley Snipes et David Roessell
- Pays d'origine :  États-Unis
- Langue : Anglais
- Durée : 87 minutes
- Date de sortie : 1er octobre 1998 (USA)

## Distribution
- Dean Cain : Treymayne "Tre The Pharaoh" Ramzey
- Vanessa Williams : Alejandra "Alex" Torres
- Wesley Snipes : Obike Fixx
- Mikela Jay : Lorelei
- Bill Smitrovich : l'entraîneur Douglas
- Tara Frederick : "Anarchy"
- Valerie Chow : "Jet"
- Brian Jensen : Tom "Mayhem" Mayhew
- Adrian G. Griffiths : Blake Becker
- David Kaye : Ronnie Vance
- Emmanuelle Chriqui : Gina Gonzales
- Brad Loree : Roger Willard
- Lloyd Adams : Travis Middlebrooks
- JR Bourne : Eric Sythe
- Françoise Yip : Keahi
- Ken Kirzinger : Jack "Hatchet Jack" Jamiston
- Hiro Kanagawa : Otomo Akira
- Lori Stewart : Carly "Kiwi" Madigan
- Patrick Pfrimmer : Sebastian Krajenski
- Matthew Walker : Neville Hodgkins
- Gerard Plunkett : Edgar, voix de synthèse